# Château Rouge (Métro Paris)
Der U-Bahnhof Château Rouge [ʃɑto ʁuʒ] ist eine unterirdische Station der Linie 4 der Pariser Métro. Mit 6,9 Millionen Fahrgästen, die dort in die Métro einstiegen, nahm er im Jahr 2012 den 44. Platz in der Liste der besucherstärksten Stationen ein.

## Lage
Die Station befindet sich im Quartier de Clignancourt des 18. Arrondissements von Paris. Sie liegt längs unter dem Boulevard Barbès in Höhe der diesen an der Place du Château Rouge kreuzenden Rue Poulet.

## Name
Der Name leitet sich vom gleichnamigen Stadtviertel und von dem 1847 geschaffenen Platz Place du Château Rouge ab. Château Rouge (dt.: Rotes Schloss) war der Name eines 1780 errichteten Gebäudes aus Ziegelsteinen, wo 1847 das erste von 70 Treffen der „Campagne des banquets“ stattfand. Diese als Festessen getarnten Veranstaltungen mündeten schließlich in die bürgerlich-demokratische Februarrevolution von 1848. Das Gebäude wurde um 1882 abgerissen, um Platz für Mietshäuser zu schaffen.

## Geschichte und Beschreibung
Die Station wurde am 21. April 1908 von der Compagnie du chemin de fer métropolitain de Paris (CMP) in Betrieb genommen, als der erste Abschnitt der Linie 4 von Porte de Clignancourt bis Châtelet eröffnet wurde.
Die ursprünglich 75 m lange Station wurde Mitte der 1960er Jahre auf 90 m verlängert und für den Betrieb mit gummibereiften Zügen umgerüstet. Sie liegt unter einem elliptischen Gewölbe, dessen Seitenwände der Krümmung der Ellipse folgen. Die beiden Streckengleise werden von zwei Seitenbahnsteigen flankiert.
Der U-Bahnhof besitzt einen Zugang an der Place du Château Rouge. Ein zweiter Ausgang mit einer Rolltreppe führt vom Bahnsteig Richtung Porte de Clignancourt auf den Boulevard Barbès.

## Umbau

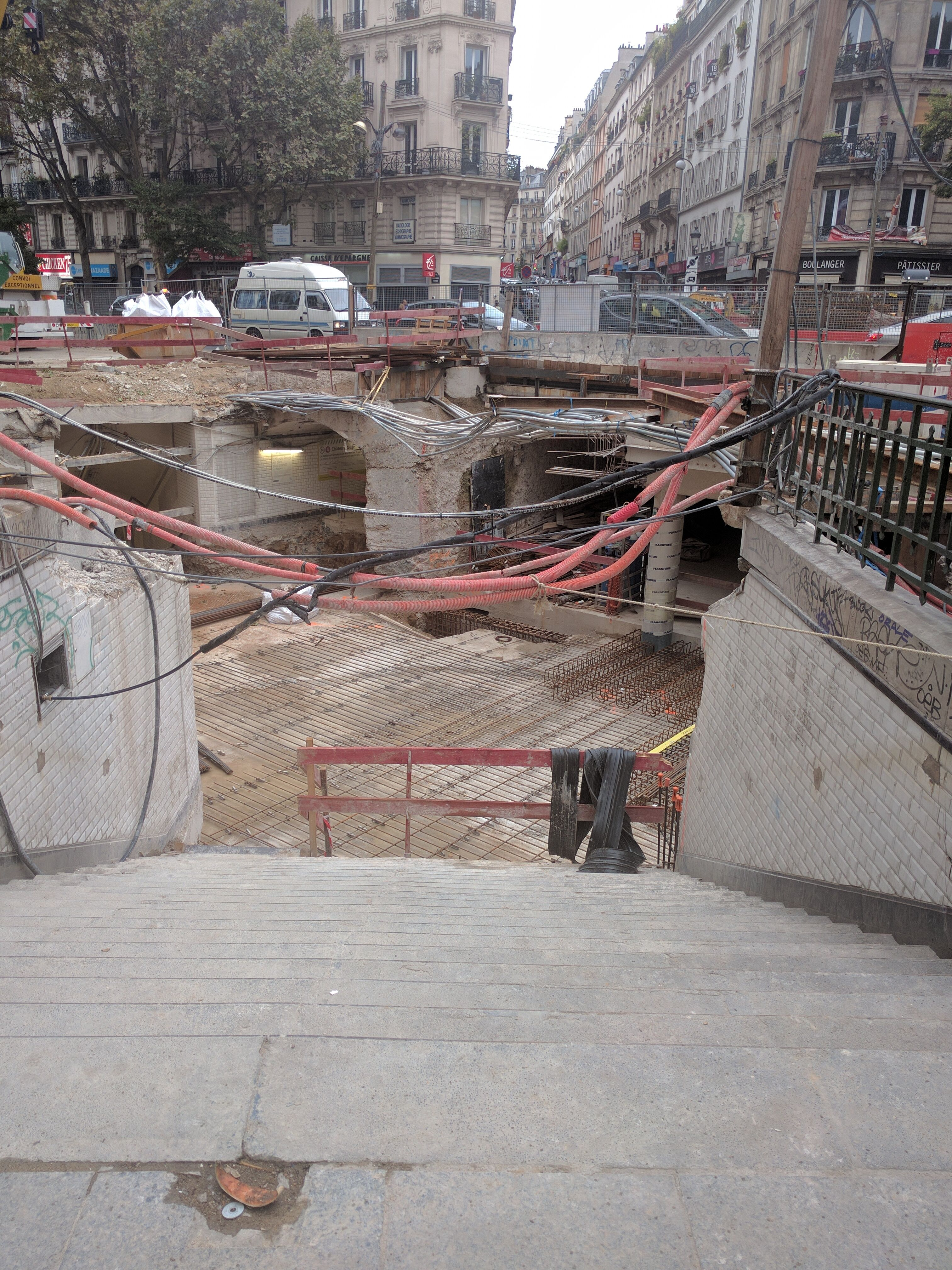
Baustelle des neuen Zugangsbauwerks, August 2016

Zu bestimmten Tageszeiten – und auch am Samstagvormittag, wenn der Wochenmarkt in der nahegelegenen Rue Poulet stattfindet – war die Station wegen der unzureichenden Zugangsmöglichkeiten oft stark überfüllt. Um das Gedränge zu mindern, baut die RATP die Station grundlegend um: Die Schalterhalle wird von 45 m² auf 160 m² vergrößert, was den Einbau einer weiteren Treppe ermöglicht. Die Zahl der Durchgangstüren der Vereinzelungsanlagen wird sowohl beim Eingang als auch an den Ausgängen auf jeweils vier erhöht. Trotz geschätzter Gesamtkosten in Höhe von ca. 10 Millionen Euro soll aber kein behindertengerechter Zugang entstehen. Die Station soll von Mai 2016 bis Juli 2017 vollständig geschlossen werden, in dieser Zeit sollen auch die Bahnsteige gründlich renoviert werden.

## Fahrzeuge
Die Fahrzeuge der Linie 4 laufen auf mit Stickstoff gefüllten Gummireifen. Sechs-Wagen-Züge der Baureihe MP 59 ersetzten in den Jahren 1966 bis 1967 die Fünf-Wagen-Züge der auf Schienen verkehrenden Bauart Sprague-Thomson. Seit 2011 verkehrt auf der Linie 4 die Baureihe MP 89 CC. Die Umstellung auf fahrerlose Züge der Baureihen MP 89 CA, MP 05 und MP 14 hat am 12. September 2022 begonnen und soll bis Ende 2023 abgeschlossen sein.